# مايك سميث (مدرب رياضي)
مايك سميث (بالإنجليزية: Mike Smith)‏ هو مدرب رياضي أمريكي وبريطاني، ولد في 1945.